# برج شمسي

مخطط لعمل برج التيار الهوائي الصاعد شمسيًا

برج التيار الهوائي الصاعد شمسيا هو محطة توليد طاقة متجددة، يمكنه إنتاج الكهرباء من سطوع الشمس، حيث تُسخن الهواء تحت قاعدة لمجمع حراري شاسعة الإتساع يرتفع هيكلها عن الأرض بما يشبه الدفيئة، تحيط بمركز فيه ببرج مدخنة شديدة الارتفاع. النقل بالحمل للهواء الساخن يثير تيار هوائيا صاعد داخل البرج حسب مايعرف بتأثير المدخنة. ويمكن لهذا الدفق الهوائي أن يقود عنفات هوائية كانت قد وضعت داخل الدفق الصاعد للمدخنة أو حول قاعدتها لإنتاج الكهرباء.